# Нікорник жовтогорлий
Ніко́рник жовтогорлий (Apalis flavigularis) — вид горобцеподібних птахів родини тамікових (Cisticolidae). Ендемік Малаві. Раніше вважався підвидом смуговолого нікорника.

## Опис
Довжина птаха становить 13 см. Голова чорна, скроні сірі, спина яскраво-зелена. Нижня частина тіла яскраво-жовта, боки оливково-коричневі, на грудях широка чорна смуга.

## Поширення і екологія
Поширення жовтогорлого нікорника обмежене трьома горами на південному сході Малаві: Муландже, Зомба і Малоса. Птах не спостерігався ні на інших горах Малаві, ні в сусідньому Мозамбіку.
Жовтогорлі нікорники живуть у гірських і рівнинних тропічних лісах, у прибережних і чагарникових заростях. На горі Муландже птах живе на висоті від 1000 до 2400 м над рівнем моря (поза сезоном розмноження, з січня по серпень, птах живе в долинах, на висоті від 600 до 700 м над рівнем моря). На горах Зомба і Малоса накорники живуть на висоті від 1400 до 1950 м над рівнем моря.

## Поведінка
Гніздо куполоподібне, зроблене з моху. В кладці 2-3 яйця, гніздування відбувається в жовтні-грудні.

## Збереження
Через обмежений ареал і невелику популяцію МСОП вважає цей вид таким, що знаходиться під загрозою зникнення. Популяцію жовтогорлих нікорників оцінюють в 1500-7000 птахів. Їм загрожує знищення природного середовища.